# Władysław Szymłowski

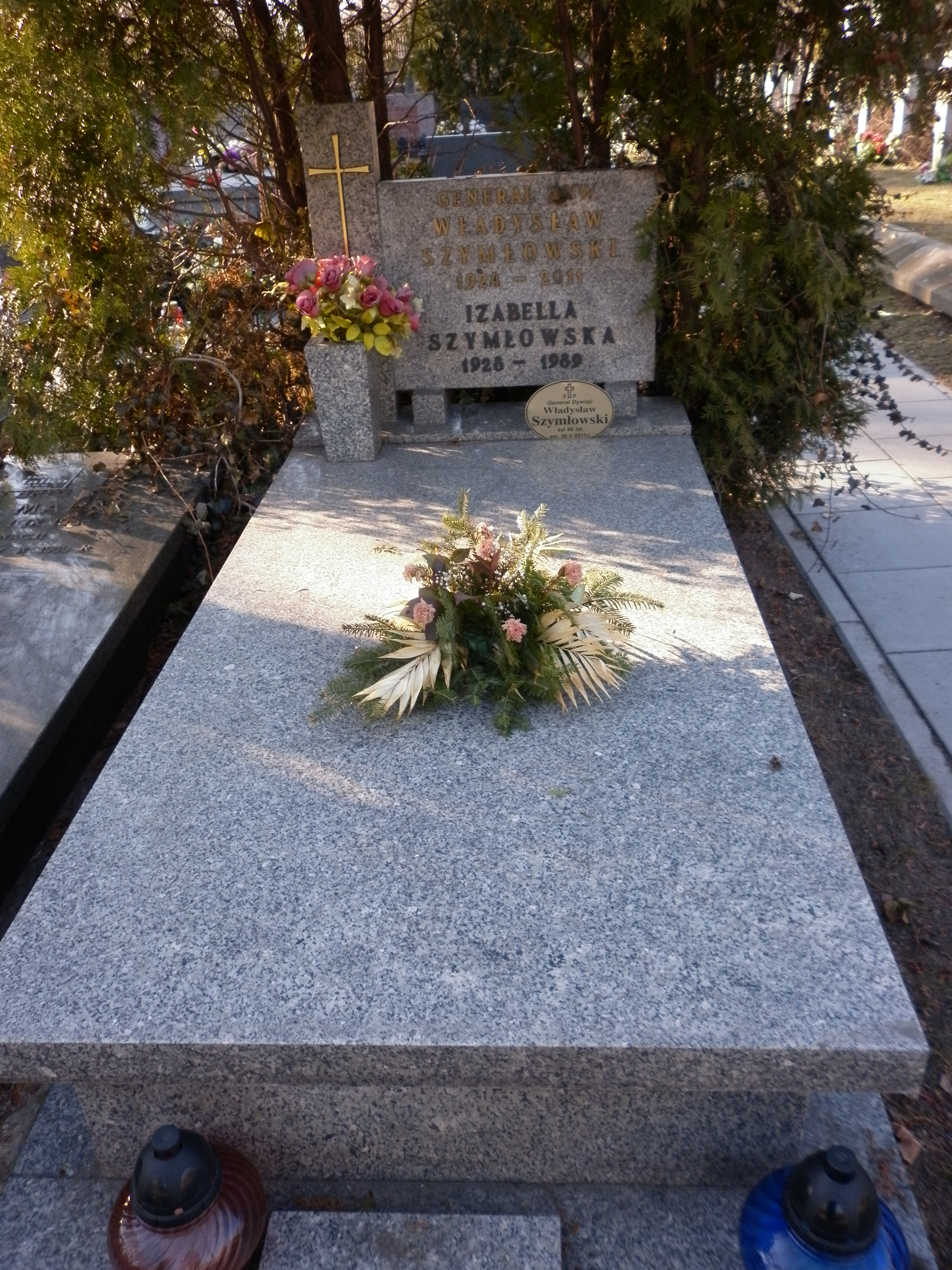
Grób gen. Władysława Szymłowskiego i jego żony Izabelli na Cmentarzu Wojskowym na Powązkach

Władysław Szymłowski (ur. 9 marca 1924 w Czeczersku, zm. 26 lutego 2011) – generał dywizji WP.

## Życiorys
Syn polskich zesłańców na Sybir. Po zakończeniu wojny polsko-sowieckiej 1920 roku jego rodzina usiłowała powrócić do Polski, jednak w 1922 kilka ostatnich transportów zostało zatrzymanych w Mińsku Białoruskim, a repatrianci zostali zmuszeni do pozostania w ZSRR. Skończył 10-letnią szkołę sowiecką w Taszkencie. W sierpniu 1947 powrócił z rodziną do Polski i zamieszkał w Górsku pod Toruniem. Uczęszczał na Uniwersytecki Kurs Przygotowawczy w Toruniu. W końcu 1948 wcielony do ludowego WP i skierowany do 24 pułku artylerii pancernej w Opolu na stanowisko dowódcy działa 122 mm. Od 1949 dowódca kompanii szkolnej w 2 pułku czołgów w Opolu. W 1950 ukończył kurs przygotowawczy dla kandydatów na akademię w Wyższej Szkole Piechoty w Rembertowie, po czym w latach 1950-1954 studiował w Wojskowej Akademii Wojsk Pancernych ZSRR im. J. W. Stalina w Moskwie w specjalności dowódczej i został oficerem dyplomowanym. 
Po powrocie do kraju był starszym pomocnikiem szefa oddziału operacyjnego w Szefostwie Wojsk Pancernych w Warszawie. Od 1959 zastępca dowódcy 9 pułku czołgów ds. liniowych w Słupsku, a od 1960 dowódca 58 pułku czołgów w Elblągu. Od 1965 szef sztabu – zastępca dowódcy 20 Dywizji Pancernej w Szczecinku. W latach 1966–1968 studiował w Akademii Sztabu Generalnego Sił Zbrojnych ZSRR im. K. Woroszyłowa w Moskwie. Pu ukończeniu studiów został dowódcą 5 Dywizji Pancernej w Gubinie (1968–1973); dywizja ta zdobyła tytuł przodującej w WP i w 1970 reprezentowała ludowe WP podczas ćwiczeń w NRD, kiedy forsowała rzekę Łabę. 5 października 1972 na mocy uchwały Rady Państwa PRL mianowany na stopień generała brygady; nominację wręczył mu 11 października 1972 w Belwederze przewodniczący Rady Państwa prof. Henryk Jabłoński. W latach 1973–1978 był szefem Służby Czołgowo-Samochodowej MON, a w latach 1978-1982 szefem Sztabu Służb Technicznych - zastępcą Głównego Inspektora Techniki WP. W 1977 ukończył Wieczorowy Uniwersytet Marksizmu-Leninizmu dla kierowniczej kadry Instytucji Centralnych MON i akademii wojskowych. 5 października 1978 Rada Państwa PRL awansowała go na stopień generała dywizji. Nominację wręczył mu w Belwederze 11 października 1978 przewodniczący Rady Państwa prof. Henryk Jabłoński. Od 1986 był zastępcą Głównego Inspektora Techniki - szefem Wojskowych Przedsiębiorstw Remontowo-Produkcyjnych. W latach 1986–1989 zastępca szefa Komitetu Technicznego Zjednoczonych Sił Zbrojnych Państw-Stron Układu Warszawskiego w Moskwie. 
15 grudnia 1989 pożegnany przez ministra obrony narodowej gen. armii Floriana Siwickiego w związku z zakończeniem zawodowej służby wojskowej i z dniem 17 lipca 1990 przeniesiony w stan spoczynku.
Pochowany na wojskowych Powązkach (kwatera C4-1-1).

## Życie prywatne
Syn Mariana i Wiktorii z Wiernikowskich. Żonaty z Izabelą (1928-1988), a następnie z Ireną, dwoje dzieci.

## Odznaczenia
- Order Sztandaru Pracy I klasy (1984)
- Krzyż Komandorski Orderu Odrodzenia Polski (1973)
- Krzyż Oficerski Orderu Odrodzenia Polski (1969)
- Krzyż Kawalerski Orderu Odrodzenia Polski (1964)
- Medal 10-lecia Polski Ludowej
- Medal 30-lecia Polski Ludowej
- Medal 40-lecia Polski Ludowej
- Złoty Medal „Siły Zbrojne w Służbie Ojczyzny”
- Srebrny Medal „Siły Zbrojne w Służbie Ojczyzny”
- Brązowy Medal „Siły Zbrojne w Służbie Ojczyzny”
- Złoty Medal Za zasługi dla obronności kraju
- Srebrny Medal Za zasługi dla obronności kraju
- Brązowy Medal Za zasługi dla obronności kraju
- Medal "Za długoletnią, ofiarną służbę" (nadany przez ministra obrony narodowej, 1989)
- inne odznaczenia polskie i zagraniczne